# André Hugon
Pour les articles homonymes, voir Hugon.
Jean Victor Félicien André Hugon, né le 17 décembre 1886 à Alger (Algérie française) et mort le 22 août 1960 à Cannes (Alpes-Maritimes),, est un réalisateur, scénariste et producteur français.
Il est notamment connu pour avoir réalisé le premier film parlant français, Les Trois Masques en 1929.

## Biographie
Fils d'un huissier de Justice algérois d'origine ardéchoise, André Hugon débute comme journaliste et critique de films, puis il écrit des scénarios qu'il met en scène à partir de 1913 (Mademoiselle Etchiko, avec Denise Grey). Il dirige entre autres Mistinguett (dans quatre films, dont Chignon d'or avec Harry Baur en 1916, et Mistinguett détective, 1917), Albert Dieudonné (Angoisse, 1917) et Musidora (trois films, dont Mam'zelle Chiffon en 1919). Il fonde sa propre société de production et, en 1918, il publie un magazine, Cinéma-Théâtre, dans lequel il s'intéresse notamment à l'évolution des techniques du cinéma.
Dans les années 1920, il met en scène des adaptations d'œuvres littéraires, Le Roi de Camargue (1922) et Notre-Dame-d'Amour (1923) de l'académicien provençal Jean Aicard, qui sera « son inspirateur privilégié », Le Petit Chose d'Alphonse Daudet, La Gitanilla d'après Cervantes. Il aborde parfois le genre historique (La Princesse aux clowns, 1924, avec la Révolution russe en toile de fond) ou le genre exotique (Yasmina, 1926, La Vestale du Gange, 1927). Il est un des premiers réalisateurs à tourner dans des décors naturels, surtout en Provence et en Afrique du Nord. En 1929, il réalise le premier film parlant français, Les Trois Masques.
Au début des années 1930, il commence avec Les Galeries Lévy et Cie une « saga » de quatre films, dont le dernier, Les Mariages de Mademoiselle Lévy, est tourné en 1936 (« lourdes farces brodant sur le folklore israélite » mais sans « aucun dérapage antisémite » selon Claude Beylie et Philippe d'Hugues). Ses adaptations des romans de Jean Aicard, Maurin des Maures (1932), L'Illustre Maurin (1933) et Gaspard de Besse, où il dirige Raimu, ont pour cadre la Provence, il y tourne également Romarin (1936). Il réalise également, entre autres, Sarati le terrible avec Harry Baur en 1937, Le Héros de la Marne avec Raimu (1938), et, toujours en 1938, La Rue sans joie (remake du film de Georg Wilhelm Pabst).
Avec Chambre 13, il entreprend en 1940, dans les studios de son ami Marcel Pagnol, le premier film tourné en zone sud pendant l'Occupation ; il réalise encore quelques films, dont Le Chant de l'exilé avec Tino Rossi. Le dernier, Les Quatre sergents du Fort Carré, sort en 1952.
André Hugon est inhumé à Paris, au cimetière des Batignolles (2e division).

## Filmographie

### Comme réalisateur

#### Films muets
- 1913 : Mademoiselle Etchiko
- 1913 : Le Lys d'or
- 1914 : Le Rapt
- 1914 : Deux coups classiques
- 1914 : Cousine
- 1914 : Le Châtiment d'un espion
- 1915 : Minne
- 1916 : L'Empreinte
- 1916 : Beauté fatale
- 1916 : Chignon d'or
- 1916 : Sous la menace
- 1916 : Fleur de Paris
- 1916 : Sous les phares
- 1917 : Mystère d'une vie
- 1917 : Mistinguett détective
- 1917 : Mariage d'amour
- 1917 : Chacals (Les Chacals)
- 1917 : Angoisse
- 1917 : Le Masque du vice
- 1917 : Le Bonheur qui revient
- 1917 : Mistinguett détective II
- 1917 : Vertige
- 1917 : Requins
- 1918 : La Fugitive
- 1918 : Johannes, fils de Johannes
- 1919 : Un crime a été commis
- 1919 : Jacques Landauze
- 1919 : Mam'zelle Chiffon (Mademoiselle Chiffon)
- 1920 : Les Chères Images
- 1921 : La Preuve
- 1922 : Le Roi de Camargue
- 1922 : Notre-Dame-d'Amour
- 1922 : Le Diamant noir
- 1922 : Les Deux Pigeons
- 1923 : La Rue du pavé d'amour
- 1923 : Le Petit Chose
- 1924 : La Gitanilla
- 1924 : L'Arriviste
- 1924 : La Princesse aux clowns
- 1925 : L'Homme des Baléares
- 1926 : Yasmina
- 1926 : La Réponse du destin
- 1927 : La Vestale du Gange
- 1927 : À l'ombre des tombeaux
- 1928 : La Grande passion
- 1929 : La Marche nuptiale

#### Longs métrages parlants
- 1929 : Les Trois Masques
- 1930 : Lévy et Cie
- 1930 : La Femme et le Rossignol
- 1930 : La Tendresse
- 1931 : Les Galeries Lévy et Cie (Les Galeries Washington)
- 1932 : Le Marchand de sable
- 1932 : Maurin des Maures
- 1932 : La Croix du sud
- 1932 : Si tu veux
- 1933 : L'Illustre Maurin
- 1933 : Les Vingt-huit Jours de Clairette
- 1934 : Chourinette
- 1934 : Famille nombreuse
- 1935 : Moïse et Salomon parfumeurs
- 1935 : Gaspard de Besse
- 1935 : Gangster malgré lui
- 1936 : Romarin
- 1936 : Les Mariages de Mademoiselle Lévy
- 1936 : Le Faiseur d'après la pièce de théâtre d'Honoré de Balzac
- 1937 : Sarati le terrible
- 1937 : Monsieur Bégonia
- 1938 : Le Héros de la Marne
- 1938 : La Rue sans joie, d'après le roman d'Hugo Bettauer
- 1940 : Moulin rouge
- 1941 : Trois Argentins à Montmartre
- 1942 : Chambre 13
- 1943 : La Sévillane, coréalisé avec Jorge Salviche
- 1943 : Le Chant de l'exilé
- 1946 : L'Affaire du Grand Hôtel
- 1952 : Les Quatre sergents du Fort Carré

#### Courts métrages parlants
- 1933 : Boubouroche
- 1933 : La Paix chez soi
- 1935 : Un coup de veine
- 1935 : Le Piment
- 1935 : Le Gros Lot de Cornembuis
- 1935 : La Carte forcée
- 1936 : La main passe
- 1936 : Une femme par intérim (moyen métrage)
- 1937 : Le Réserviste improvisé
- 1938 : Une femme a menti
- 1938 : L'Héritage d'Onésime
- 1939 : Un de la lune
- 1948 : Les Bienfaits de Monsieur Ganure
- 1950 : Les Souvenirs de Maurin des Maures

### Comme scénariste
- 1912 : Rigadin défenseur de la vertu
- 1914 : Le Rapt
- 1916 : Sous les phares
- 1918 : Johannes, fils de Johannes
- 1921 : Le Roi de Camargue
- 1922 : Notre Dame d'amour
- 1922 : Le Diamant noir
- 1923 : La Rue du pavé d'amour
- 1923 : Le Petit chose
- 1923 : La Gitanilla
- 1929 : La Marche nuptiale
- 1932 : Si tu veux
- 1939 : La Famille Lefrançois (Le Héros de la Marne)
- 1940 : Moulin rouge
- 1942 : Chambre 13
- 1943 : La Sévillane
- 1943 : Le Chant de l'exilé
- 1948 : Le Dernier Fiacre (Il Fiacre N. 13)
- 1952 : Les Quatre sergents du Fort Carré

### Comme producteur
- 1929 : Les Trois Masques
- 1931 : Moritz macht sein Glück
- 1937 : Sarati le terrible
- 1939 : La Famille Lefrançois (Le Héros de la Marne)
- 1940 : Moulin rouge
- 1941 : Trois Argentins à Montmartre
- 1945 : Le Père Serge de Lucien Ganier-Raymond
- 1946 : L'Affaire du Grand Hôtel
- 1948 : L'assassin est à l'écoute
- 1952 : Les Quatre Sergents du Fort Carré